# قورچی
قورچی (به لاتین: Qurchi) یک منطقهٔ مسکونی در افغانستان است که در ولسوالی بلچراغ واقع شده‌است.